# Åkerfrid
Åkerfrid är ett fornsvenskt ord i det gamla lagspråket med betydelsen av fred och säkerhet och avsåg att skydda lantmannen under hans arbete på fältet under sånings- och skördetider.
För brott begångna under en sådan frid ökades straffet, ofta böter, utöver det annars stadgade straffet. Sådant brott kallades fridsbrott
Ofta betydde friden även att bonden under den tid frid rådde var fri från lagsökningar, det vill säga inte kunde delges till exempel av en stämningsansökan.

## Jämför
- Julfrid